# Tanacetum punctatum
Tanacetum punctatum (пижмо крапчасте) — вид рослин з роду пижмо (Tanacetum) й родини айстрових (Asteraceae). Етимологія: лат. punctum — «пляма, крапка», лат. atus — прикметниковий суфікс.

## Середовище проживання
Поширений у Туреччині, Ірані, на Кавказі (Росія, Азербайджан, Вірменія, Грузія).

## Галерея

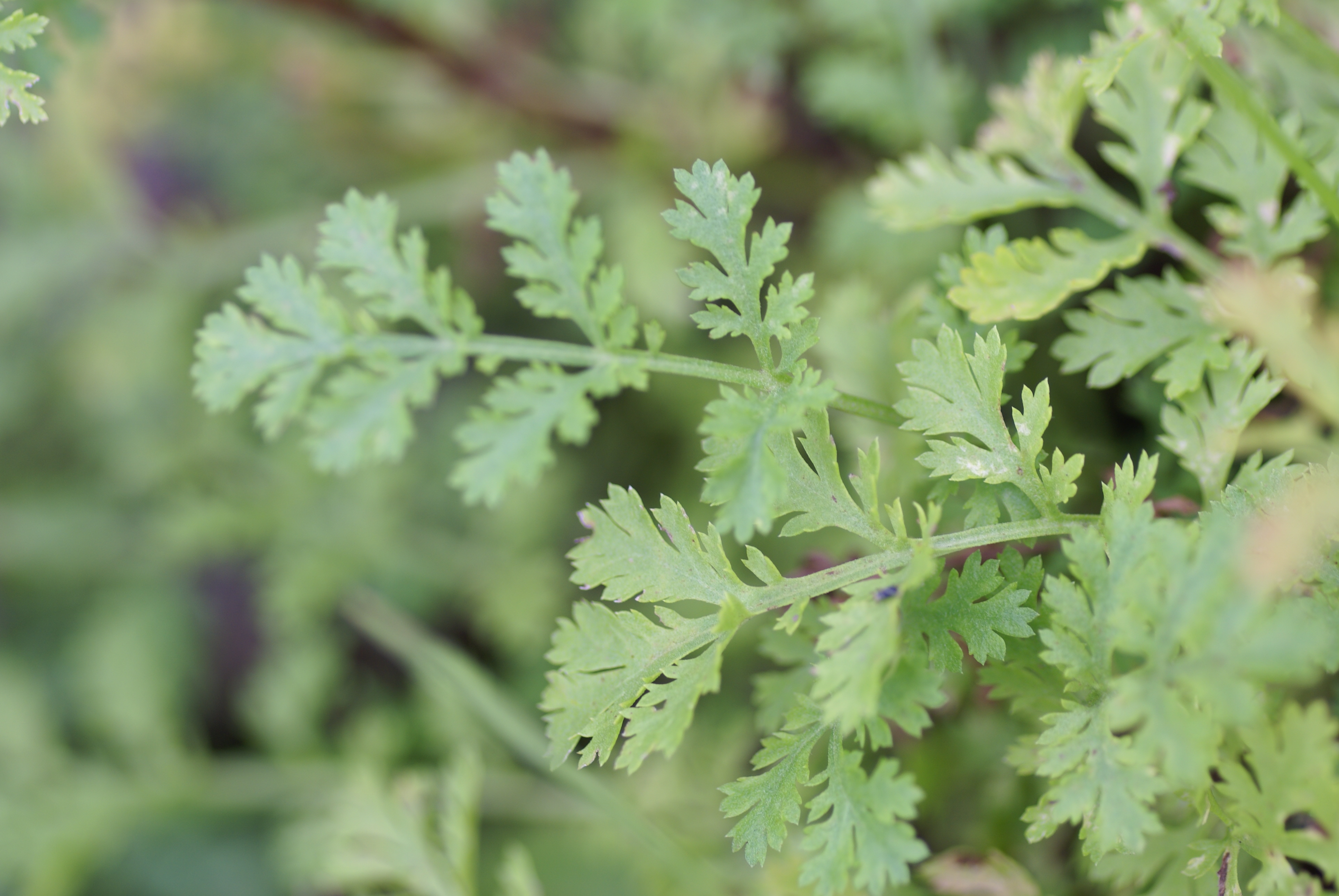
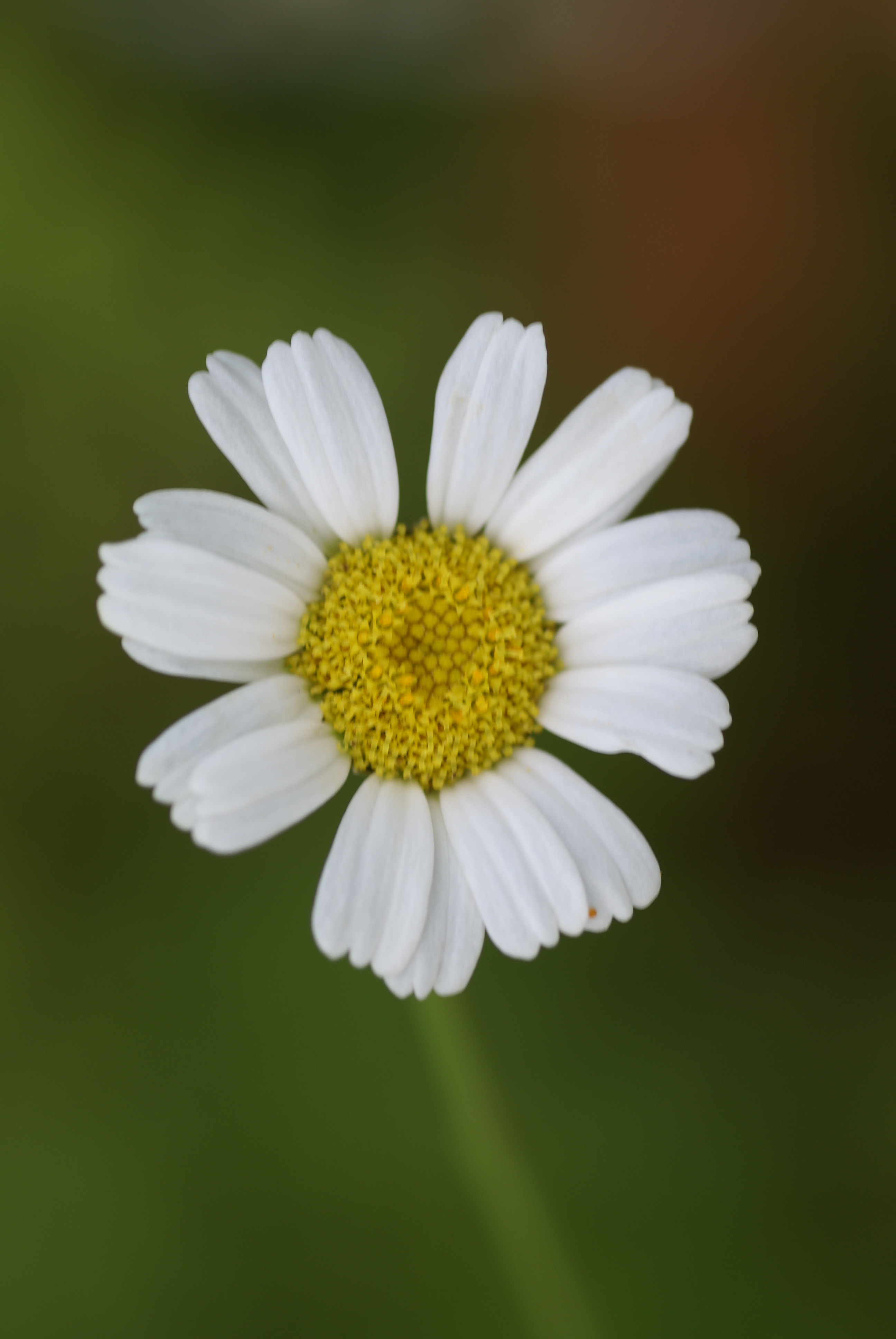